# Agnello di Napoli
Sant'Agnello di Napoli, o Aniello abate (Napoli, 535 – Napoli, 14 dicembre 596), è stato un monaco basiliano, poi agostiniano, venerato come santo dalla Chiesa cattolica.

## Biografia
Le prime notizie di un certo rilievo relative ad Agnello ci pervengono nel X secolo grazie a Pietro suddiacono ed al suo Libellus miraculorum, opera ampiamente agiografica.
Sarebbe nato nel 535 da una famiglia ricca napoletana (la madre si chiamava Giovanna ed il padre Federico) di origini siracusane, forse imparentata con quella di santa Lucia.
Condusse gli anni della giovinezza in eremitaggio in una grotta presso una cappella dedicata alla Madonna e poi nell'antica chiesa di Santa Maria Intercede, poi divenuta Sant'Agnello Maggiore. Alla morte dei genitori, di cui ereditò i cospicui beni, Agnello si dedicò alle opere di carità, usando il denaro ereditato per la fondazione di un ospedale per i poveri sofferenti.
Agnello iniziò ad acquistare sempre maggior popolarità tra i suoi concittadini, tanto che durante l'invasione longobarda nel 581, i napoletani si rivolsero a lui per chiedere che la città fosse risparmiata ed egli apparve a difesa della città, portando nella mano destra il vessillo della Croce.
Si allontanò dalla città per sfuggire a quella grande popolarità, recandosi dapprima a Monte Sant'Angelo e poi a Guarcino (un piccolo paese laziale in provincia di Frosinone) dove restò per sette anni e dove, negli anni successivi, vi sorse un santuario a lui dedicato.
Tornato a Napoli divenne agostiniano e poi sacerdote presso il monastero di San Gaudioso, del quale divenne ben presto abate e dove morì, all'età di 61 anni.

## Il culto

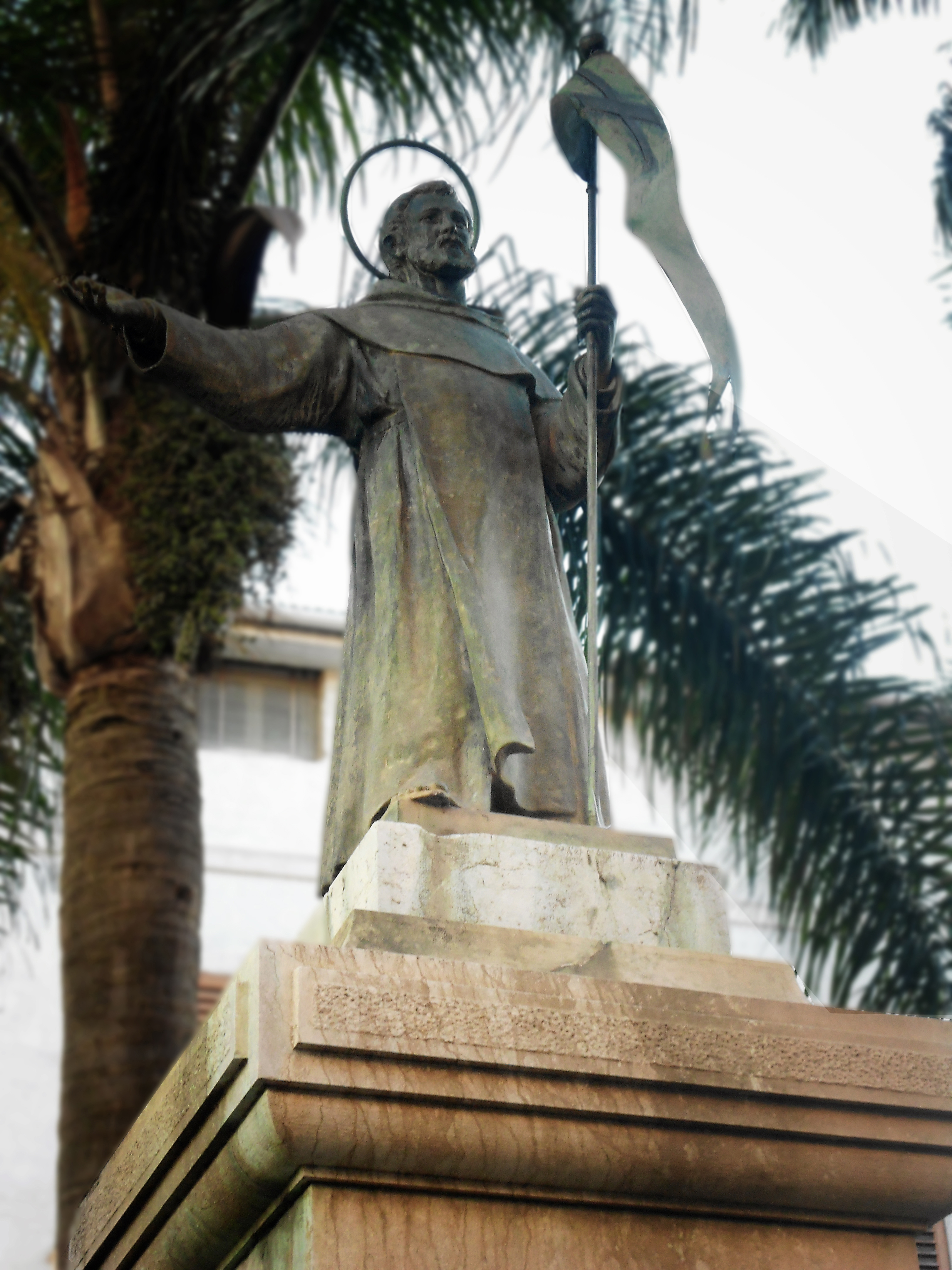
Statua di Sant'Agnello, nell'omonimo comune in costiera costiera sorrentina nella Città Metropolitana di Napoli.

La commemorazione liturgica ricorre il 14 dicembre.
Il busto reliquiario di epoca seicentesca contenente la mascella e la gola attribuite ad Agnello è custodito nel duomo di Napoli, all'interno della Cappella di San Gennaro. È compatrono della città di Napoli dove, secondo la tradizione, sarebbe sepolto nella chiesa di Sant'Agnello Maggiore a Caponapoli.
Dal santo prende il nome di Sant'Agnello un comune della penisola sorrentina, dove tra l'altro si trova una chiesa a lui dedicata ed una statua nell'omonima piazza.
Il culto popolare si riscontra anche in due proverbi campani riguardanti sant'Aniello: 'A sant'Aniello nun tucca' ne forbice 'e ne curtiello e A santa Lucia nu passe 'e gallina, a sant'Aniello nu passe 'e pecuriello. Il primo si riferisce ad un'usanza della zona secondo cui le donne incinte non debbono adoperare coltelli o forbici, perché il nascituro potrebbe nascere mutilato di un arto. Il secondo è riferito alla durata del giorno, infatti secondo la tradizione il 13 dicembre, festa di santa Lucia, la giornata si allunga di un po', come un passo di gallina, il giorno successivo, festa di sant'Aniello, il giorno avanza ancora di più, come un passo di pecora.
Il culto è diffuso in varie zone della Campania, come nell'Agro nocerino-sarnese e anche nel Cilento, particolarmente nel paese di Rodio, frazione del comune di Pisciotta, che pure lo venera come patrono. Il 30 luglio 2009, il vescovo di Vallo della Lucania, monsignor Giuseppe Rocco Favale, ha elevato la chiesa parrocchiale di Rodio, edificata dai Cavalieri di Malta nel XV secolo, alla dignità di santuario diocesano di sant'Agnello abate, particolarmente finalizzato alla difesa ed alla promozione della vita nascente. Rodio festeggia sant'Agnello per ben tre volte durante l'anno: il 31 maggio, festa votiva che ricorda la prodigiosa cessazione della pioggia che stava distruggendo i vigneti; l'8 agosto, festa solenne, con la partecipazione di pellegrini ed emigrati ed il 14 dicembre, festa liturgica. Da Rodio la devozione si è diffusa nei paesi limitrofi che hanno realizzato statue e celebrano feste in onore del santo abate: Pisciotta (1891), Vallo della Lucania (inizi novecento), Pellare, frazione di Moio della Civitella (anni trenta), Ascea ed Ascea marina (anni settanta). Nel 1979 il capoluogo Pisciotta ottenne dalla competente Congregazione romana che, accanto agli antichi Protettori Santa Sofia e San Vito, anche Sant'Agnello fosse proclamato suo patrono, considerata la grande devozione del popolo per questo santo. A Pisciotta Sant'Agnello si festeggia il 10 agosto ed il 14 dicembre.
Nel Cilento molti portano il nome di Aniello o Agnello, o il femminile Anella.
A Tramonti (SA), nella frazione di Cesarano il giorno 14 dopo la solenne messa serale si fa la santa processione delle sacre immagini dei santi Lucia e Aniello o Agnello ,fino alla località 'bont e cerz'.

### Miracoli attribuiti
Al Santo sono attribuiti alcuni miracoli:
1. 26 settembre 1904 n°42
Nel mese di maggio del 1904 Giovanni Margherita, di Roccarainola ma residente in America, avvertì dei dolori forti alla gamba destra. Il giorno dopo il medico diagnosticò una sciatica ed il Margherita fu ricoverato in un ospedale a pagamento. Trascorsi 50 giorni, le sue condizioni non miglioravano e mentre stava per addormentarsi gli apparve il Santo Protettore che gli ispirò di invocarlo; subito fece voto al Santo di cantare una messa e di mandargli una gamba di cera qualora fosse guarito. Nei giorni seguenti le condizioni migliorarono fino alla guarigione. Uscito dall'ospedale fece celebrare la messa cantata il 10 luglio e il 10 settembre, invece di presentare la gamba di cera, presentò al Gran Protettore una gamba in argento con inciso "GIOVANNI MARGHERITA PER GRAZIA OTTENUTA".
2. 28 novembre 1904 n°44
Saverio De Bartolomeo nel mese di giugno del 1904 fu affetto da gastroenterite, con febbre, auto-intossicazione consecutiva, e diarrea continua. Il devoto rischiò il collasso e nessuna cura sperimentale fece effetto. Dopo 20 giorni era sul punto di andare in un ospedale a pagamento, ma il suo albergatore gli portò una busta spedita dal Comitato promotore per la Festa del Santo Patrono, contenente delle medagline raffiguranti su una facciata la Madonna del Rosario e sull'altra il Santo (era la prima volta che il comitato coniava una medaglia). In quel momento arrivò un amico che gli fece bere un estratto di melone e di mandorle, l'infermo la bevve tenendo stretto ad una mano le madagline. Dopo averla bevuta si sentì rinvigorire, si alzò dal letto con letizia e camminò per la casa. Quando il giorno seguente uscì dell'albergo, subito tornò a Roccarainola ove con moglie e figli ringraziò il Santo Protettore.
3. Il 14 ottobre dello stesso anno
Teresa Miele da Roccarainola andò a ringraziare il Santo con un coro di verginelle offrendo cera e santa messa per aver guarito la figlia di una febbre puerperale che le stava causando la morte.
4. Il 15 ottobre
Maria Saccomanno ringraziò il Santo Protettore per averle reso il suo primo parto felice, poiché si stava presentando molto difficile
5. 27 febbraio 1905 n°27
Nunzia Passariello di Cicciano, il cui marito si rivolse al santo pregandolo di curargli il ginocchio destro, a grazia ricevuta donò al santo un paio di orecchini.Doni al santo per grazia ricevuta.

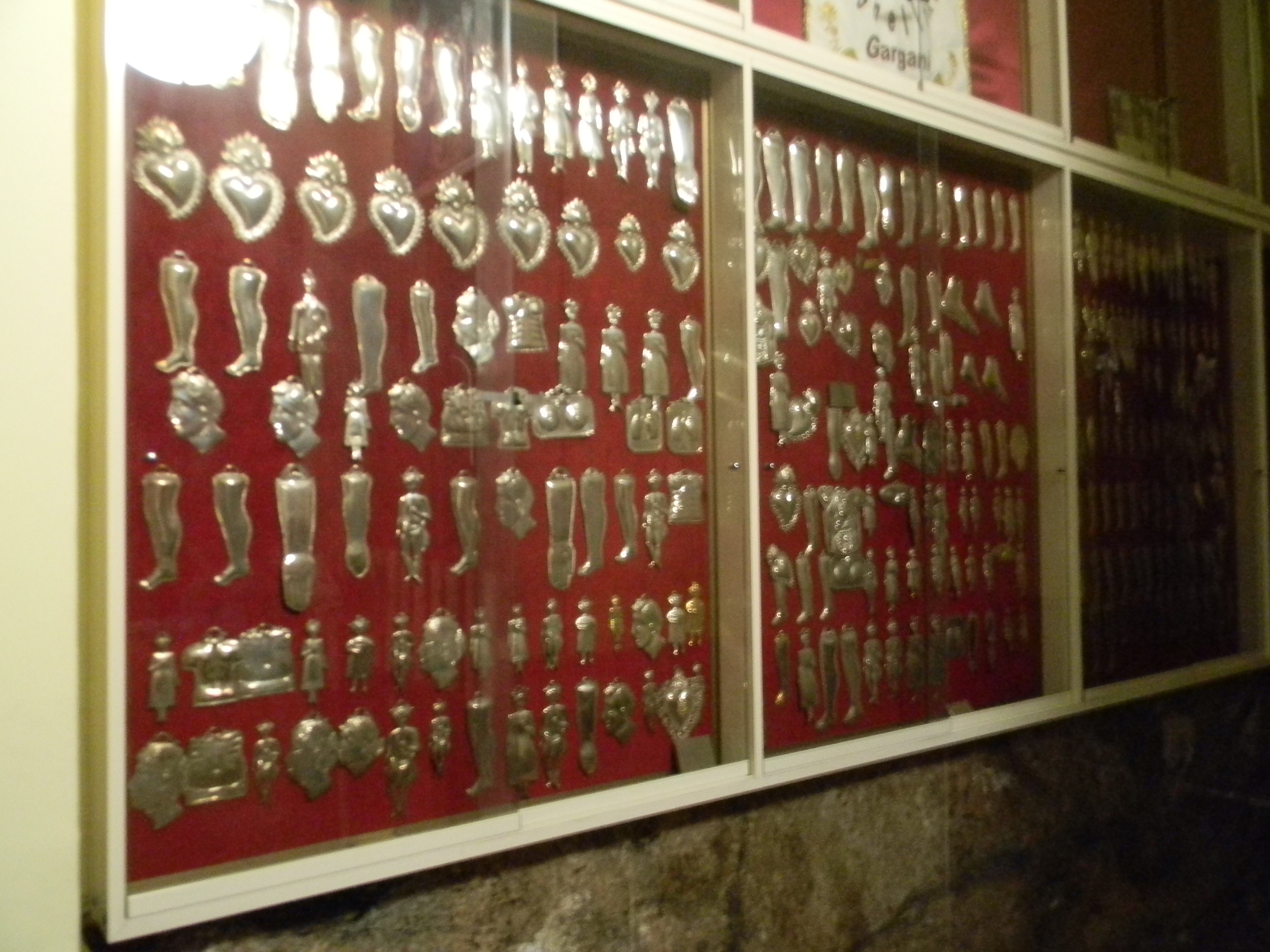
Doni al santo per grazia ricevuta.

6. Leopoldo Galeotta, residente a New-York,
ringraziò il Taumaturgo per 3 grazie ricevute: una per lui che grazie al Santo superò un'operazione difficile di appendice, la seconda grazie per la figlia che si ruppe la gamba nel terzo inferiore e ne guarì completamente e la terza per due bambine che ridotte agli estremi per il morbillo, polmonite e febbre tifoidea. Il Galeotta per ringraziare il Santo mandò alla parrocchia in segno di devozione al santo una gamba e due bambine di argento.
7. I coniugi Mario Pinto e Bellonia Negra
residenti a Tresbar, in Brasile, dopo aver ricevuto la grazia dal Santo Napoletano per aver salvato il loro figlio gravemente infermo mandano al comitato promotore L.25.00 e domandando preghiere.
8. 27 marzo 1905 n°48
Angela Roselli di Tufino, dopo un parto, iniziò ad avvertire dolori alla mammella destra e febbre alta. Dopo pochi giorni la mammella arrivo ad uno stato di tumefazione per la quale il medico richiese al più presto un intervento chirurgico. La madre della Roselli si rivolse al santo chiedendo la grazia di far guarire la figlia senza l'intervento chirurgico e fece voto di venirlo a ringraziare con la figlia; già in giornata il gonfiore inizio a sparire completamente e la febbre scese a 37 gradi. Dopo pochi giorni la Roselli era perfettamente guarita.
9. Bartolomeo D'Arienzo
uditore giudiziario del Tribunale di Napoli, insieme alla moglie volle ringraziare il Taumaturgo per diverse grazie ricevute, lasciando elemosina per una messa piana.
10. Caterina De Blasio
per ringraziare il santo per il parto, lasciò in dono un anello.
11. 29 maggio 1905 n°50
Agnello Grasso di Cicciano macellò un bue affetto da carbonchio il 10 febbraio, il giorno dopo fu colto di brividi e forte febbre, e si accorse di una pustola sul braccio destro; dopo poche ore vide il formarsi di altre pustole vicino alla prima. Il medico gli diagnosticò una pustola maligna e gli consiglio il ricovero in ospedale. Il Grasso si recò agli Incurabili di Napoli, ma nessuna cura fece effetto, La famiglia, facoltosa, decise di curarlo a casa e lo faceva visitare da due medici due volte al giorno, ma la malattia progrediva ed iniziavano ad apparire nuove pustole anche all'altro braccio. La madre e la nuora decisero di andare ai piedi del Santo per chiedergli la grazia ed ascoltarono la messa piana in ginocchio, promettendo al Santo una messa cantata ed un bambino d'argento. Un quadro del Protettore era nella stanza del malato. Il giorno seguente quando i dottori andarono a visitarlo, dichiararono che il male aveva perduto la sua forza e il Grassi ricevette la guarigione. Il 13 marzo insieme alla sposa e alla madre ringraziarono il Santo.
12. Il presbitero Antonio De Ponte
di Gargani ma residente a New-York, spediva da parte di un devoto l'elemosina per una messa cantata e lo sparo di 500 mortaletti per ringraziare l'Abate per varie grazie ricevute. Il 20 maggio venne celebrata la messa cantato con lo sparo dei mortaletti, alla celebrazione parteciparono 5 sacerdoti del Clero di Roccarainola, il Vicario Foraneo ed un Canonico della insigne Collegiata di Avella.
13. 29 dicembre 1905 n°57
Rosina Vincenti residente a New York, ringraziò il Santo Protettore per averle guarito la figlia, affetta da tumore all'inguine.
14. Vita Maria Gallo
di Ariano di Puglia, ringraziò il Taumaturgo per averla guarita da una forte febbre infettiva che per 5 mesi la tenne a letto.
15. Antonetta De Stefano
di Cicciano, essendo la sorella Maria - residente a San Paolo (Brasile) - in pericolo di vita per un aborto, si rivolse al santo e l'inferma recuperò la sua perfetta sanità.

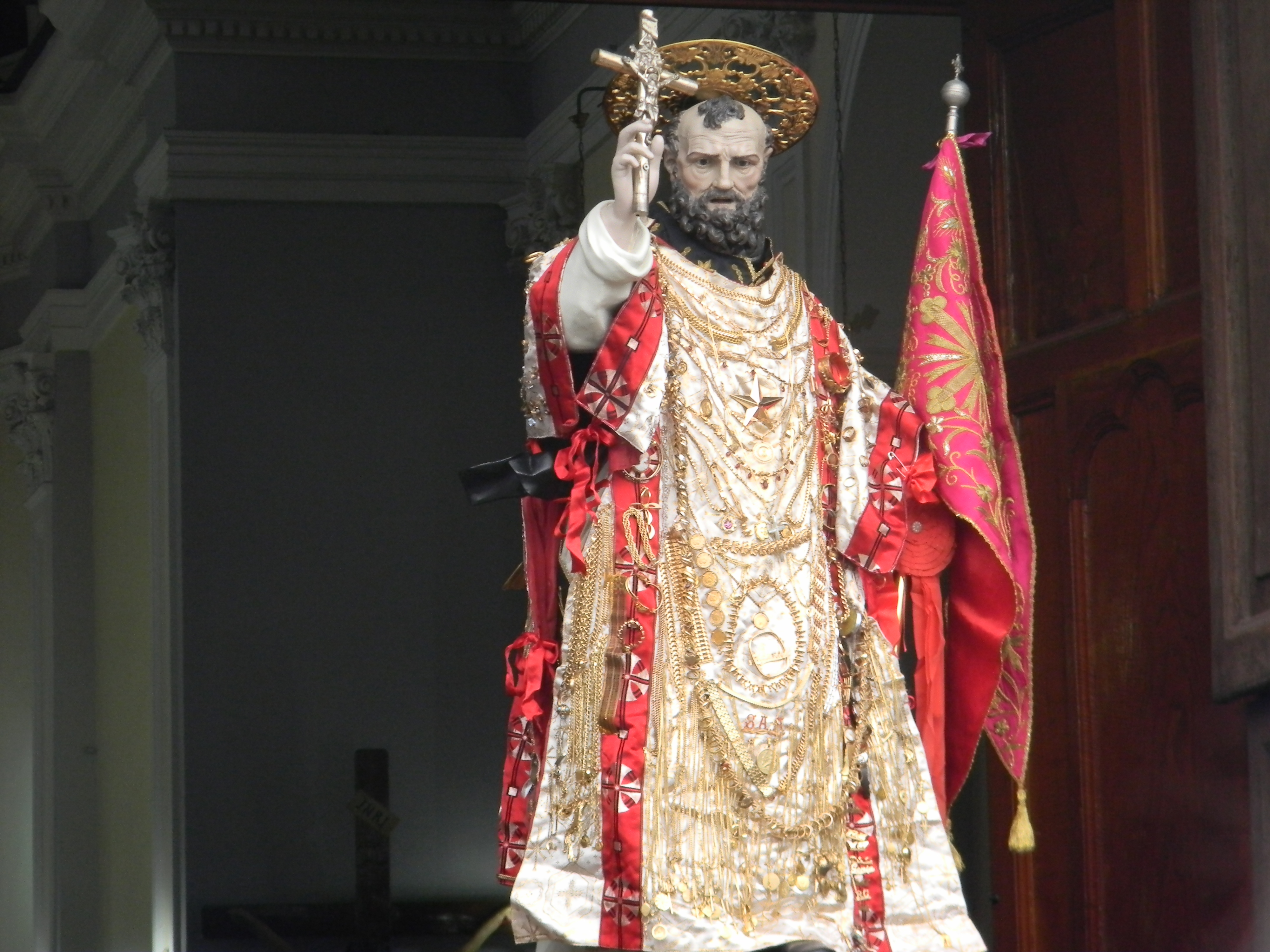
Statua di Sant'Agnello abate venerato a Gargani di Roccarainola.